# Marko Simonović
Marko Simonović, född 30 maj 1986 i Pristina, är en serbisk basketspelare. Han blev olympisk silvermedaljör i basket vid sommarspelen 2016 i Rio de Janeiro.